# Goody Goody Jones
Goody Goody Jones è un cortometraggio muto del 1912 diretto da Frank Montgomery.

## Produzione
Il film fu prodotto dalla Selig Polyscope Company.

## Distribuzione
Distribuito dalla General Film Company, il film - un cortometraggio di 150 metri - uscì nelle sale cinematografiche statunitensi il 14 giugno 1912 accorpato in un'unica bobina con un altro cortometraggio prodotto dalla Selig, la commedia Unwilling Scholars.